# Al-Turtusí
Abu Bakr Muhammad ibn al-Walid al-Turtuší, Abu Bakr Al-Tortuchi o al-Tartuši (أبو بكر محمد بن الوليد الطرطوش) (451 AH-520 AH) (1059–1127 d. C.) fue un jurista musulmán de Tortosa ciudad del delta del río Ebro, norte de Al-Ándalus, actualmente en la provincia de Tarragona.
Al-Turtuší viajó por estudios, su inquietud intelectual le llevó estudiar con varios eruditos en diferentes partes del mundo, y llegó a viajar a Bagdad desde la parte más occidental de las tierras musulmanas. En su viaje hacia oriente pasó algún tiempo en Damasco, Alepo, El Cairo y Alejandría.
Fue profesor en Alejandría (Egipto). Se opuso fuertemente a la ideología Isma'ilí de la dinastía fatimí de Egipto. Emitió una fatwā o veredicto para Yusuf ibn Tašufin, el gobernante almorávide del Al-Ándalus. Esta fatwā permitió a Ibn Tašufin invadir la península ibérica deponiendo a los divididos reinos taifas.
Su obra más famosa es el Siraj al-Muluk (سراج الملوك) (Lámpara de los príncipes), de contenido político, que pretende servir de guía de comportamiento a los príncipes, así como de sus relaciones, tanto con Dios, como con sus súbditos. Con este trabajo, el autor no sólo desarrolló sus ideas, sino que recopiló las de otros escritores, e intentó componer una obra erudita, dentro del género literario denominado adab, en las que se reunieran conocimientos de todo tipo.
En el ámbito literario, se ocupó de diferentes trabajos sobre materias religiosas y morales. Fue el autor de la única descripción detallada que se ha conservado sobre una batalla en al-Ándalus, y explicó la costumbre medieval por la que los campeones de dos bandos opuestos se desafiaban en combate singular.